# دير مار سركيس في إهدن
دير مار سركيس في إهدن هو دير للأنطونيين. يقع في منطقة وادي قزحيا التابعة لقضاء زغرتا في محافظة الشمال بلبنان، ويطل على كُل من قرية إهدن الواقعة في منطقة كفرصغاب وقرية بان وحدث الجبة، وهو دير مُخصّص للقديسين سركيس وباخوس، وكان يُعرف قديمًا باسم «دير مار سركيس رأس النهر» بسبب موقعه عند قمة الشلال الذي يندفع من نبعي مار سركيس ومار عبدا، وهو أول بناء يقع عند رأس نهر مار سركيس الذي يُعتبر الرافد الرئيسيّ لنهر القلينسية، والذي يلتقي بعد ذلك بنهر قنوبين ليُشكّلا معًا نهر أبو علي. يقع نبعي مار سركيس ومار عبدا ضمن أملاك دير مار سركيس في إهدن منذ وقّع الدير مع بلدية زغرتا في إهدن اتفاقية سُمح لهم بموجبها استثمار مياه نبع مار سركيس لتزويد منطقة إهدن بمياه الشرب وتزويد بساتين التفاح بمياه الري في كُل من بلدة بقوفا والوطى وحتى بلدتي اجبع وبيت بلعيس المجاورتين لإهدن.، ويُطلق على الدير أيضًا اسم عين قاديشا الساهرة نظرًا لموقعه الاستثنائي المطل على وادي قزحيا على ارتفاع 1500 متر. يرأس الدير في الوقت الحالي الأب إبراهيم بو راجل الأنطوني.

## لمحة تاريخية
لا تُشير أيًّا من الوثائق التاريخية المعروفة حتى الآن إلى تاريخ تأسيس دير مار سركيس وباخوس في إهدن، إلا أن الأبحاث والدراسات تُرجّح أن يكون الدير قد شُيد في منتصف القرن الثامن الميلادي، حيث شُيدت أول كنيسة في الدير في عام 730 على أنقاض معبد كنعاني كان مُخصّصًا قبل ذلك لعبادة آلهة الزراعة، وسُميت الكنيسة على اسم القديسين سركيس وباخوس. وشُيدت بجانب الكنيسة الأولى كنيسة أخرى في عام 1198م وسُميت على اسم السيدة العذراء، ثُمّ شُيّد بجوار الكنيستين عدة مباني بدءًا من عام 1404 وحتى عام 1690 عندما قام البطريرك اسطفان الدويهي بترميم جزء من المباني الموجودة.
كان الدير هو مقر الكرسي المطراني لمنطقة إهدن بدءًا من عام 1473 وحتى عام 1739، وقد عاش في هذا الدير الناسك الفرنسي فرانسوا دي شستويل قبل أن يُغادره في عام 1643 وينتقل إلى دير مار إليشاع القائم في بلدة بشري، وفي 25 مارس/آذار عام 1656 سُيم البطريرك اسطفان الدويهي (1670-1704) كاهنًا في هذا الدير، وكان الدير مملوكًا آنذاك لعائلة الدويهي التي كانت تقيم في الدير ككهنة وأساقفة وتدفع جميع ضرائبه وتكاليف صيانته، ولكن في الأول من سبتمبر/أيلول عام 1739، انتقلت ملكية الدير إلى الرهبانية الأنطونية المارونية التي قامت منذ ذلك الحين بتطوير أبنية الدير وتوسعة ممتلكاته. وفي عام 1854، أسست الرهبانية الأنطونية المارونية دير مار سركيس في زغرتا لكي يتمكن رهبان مار سركيس من قضاء أوقات الشتاء بعيداً عن مناخ الجبل القاسي، وفي عام 1938، دُمجت الطائفتين الرهبانيتين في كُل من إهدن وزغرتا.
اعتبرت الحكومة اللبنانية في عام 1971 دير مار سركيس القائم في بلدة إهدن بقضاء زغرتا أثرًا تاريخيًّا بموجب القرار رقم 1 الصادر في 3 فبراير/شباط عام 1971.

## الأنشطة والخدمات
إلى جانب الأنشطة الدينية وخدمات العبادة فإنّ دير مار سركيس يدعم بعض الأنشطة الاجتماعية والثقافية والتعليمية مثل الجامعة الأنطونية في لبنان، كما يُساهم الدير في توفير فرص عمل لسكان المنطقة في زراعة الأراضي المملوكة للدير وبيع منتجاته الزراعية والغذائية.

## مهرجان النبيذ
بدأ دير مار سركيس منذ عام 2018 في إقامة مهرجان سنوي للنبيذ والمشروبات الروحية بحيث تذهب عائداته لدعم طُلاب الجامعة الأنطونية في لبنان وبعض المدارس والجامعات الأخرى، وقد حقق المهرجان في عامه الأول عائدات للدير قُدرت بنحو 30 مليون ليرة تم توجيهها لدعم طلاب المدارس والجامعات الأنطونية في لبنان. يُقام المهرجان في شهر أغسطس/آب من كُل عام، ويتم خلاله بيع النبيذ المصنوع من محصول العنب الآتي من الأراضي المُحيطة بدير مار شعيا القائم في ضهور منطقة زحلة.